# 黒いジャガー/シャフト旋風
『黒いジャガー/シャフト旋風』（原題：Shaft's Big Score!）は、1972年制作のアメリカ合衆国のアクション映画。
黒人私立探偵ジョン・シャフトの活躍を描く『シャフト』シリーズの第2作。前作『黒いジャガー』からゴードン・パークス監督と主演のリチャード・ラウンドトゥリーが続投。

## あらすじ
私立探偵ジョン・シャフトはある夜、恋人アーナの兄キャルから電話を受け、自分の保険屋の事務所に今すぐ来てほしいと頼まれる。キャルの声の様子にただならぬものを感じたシャフトは急いで向かったが、事務所は彼の目の前で爆発し、キャルは死んでしまう。
その後、調査を進めたシャフトは、キャルの共同経営者のケリーがマフィアのボス・マスコラにバクチで負けた25万ドルの借金があり、その金をキャルが持っていたという事実をつかむ。キャルはその金を狙うマスコラ一味に殺されたのだった。
さらに調査を進めたシャフトは、その金がキャルの棺の中に隠されていることを知る。やがてシャフトはその大金をめぐって、マスコラ一味と激しいかけひきを繰り広げることに。

## キャスト
※括弧内は日本語吹替。
- ジョン・シャフト（英語版）：リチャード・ラウンドトゥリー（坂口芳貞）
- バンピー・ジョナス：モーゼス・ガン（小林清志）
- ウィリー：ドリュー・バンディーニ・ブラウン
- ガス・マスコラ：ジョセフ・マスコロ
- リタ：キャシー・イムリー
- ジョニー・ケリー：ウォーリー・テイラー
- パスカル：ジョー・サントス
- アーナ・アスビー：ロザリンド・マイルズ
- ボーリン：ジュリアス・W・ハリス
- ジョンソン：ドン・ブレイクリー

※テレビ放送：日本テレビ「水曜ロードショー」1975年7月2日、放送タイトルは『暴力特急/黒いジャガー2』。